# Феодоровская икона Божией Матери
Фео́доровская ико́на Бо́жией Ма́тери — почитаемая в Русской православной церкви чудотворная икона Богородицы, находящаяся в Богоявленском соборе Костромского кремля.
Предание приписывает её авторство евангелисту Луке, иконография сходна с Владимирской иконой.
Почитается как одна из святынь дома Романовых, поскольку предание связывает её с призванием в 1613 году на царство основателя династии царя Михаила Фёдоровича.
Празднование иконе совершается 14 (27) марта и 16 (29) августа.

## Происхождение образа

### Первоначальная история иконы

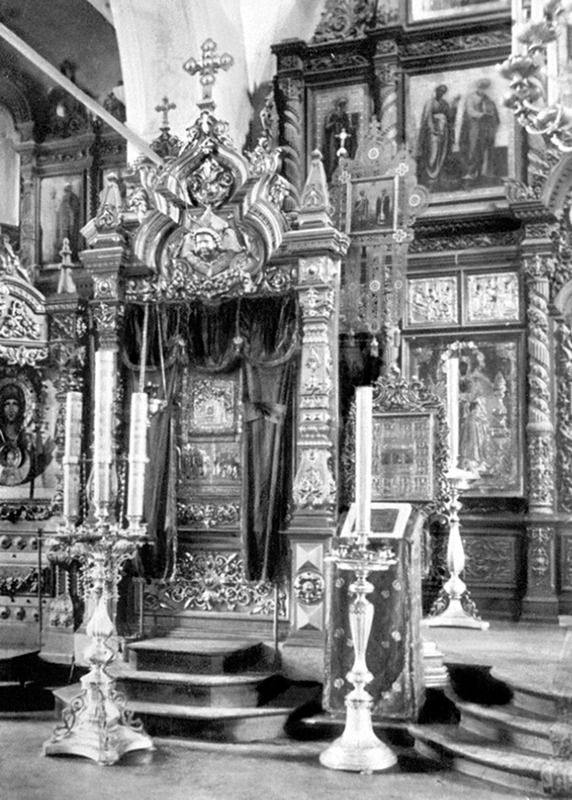
Чтимый список Феодоровской иконы в Феодоровском монастыре Городца (фото начала XX века)

О появлении этой иконы на Руси достоверно ничего неизвестно, первые упоминания об образе схожей иконографии относятся к XII веку. Она находилась в деревянной часовне у города Городца. В начале XIII века на этом месте был построен монастырь во имя иконы Богоматери, которая стала его главной святыней. Позже он стал называться по имени иконы Богородичный, Богородице-Феодоровский, а сейчас — Феодоровский. В 1238 году при нашествии войск Батыя город был уничтожен, монастырь сгорел.
Современные историки указывают, что существование монастыря в XII веке ещё не получило прямых доказательств. Однако вместе с тем нет исследований, опровергающих такое утверждение. Так или иначе, то место, где находилась икона, подверглось полному разграблению, уничтожению и сожжению. Современники событий считали, что икона была утрачена, но впоследствии была обретена вторично.

### Предания о втором обретении иконы

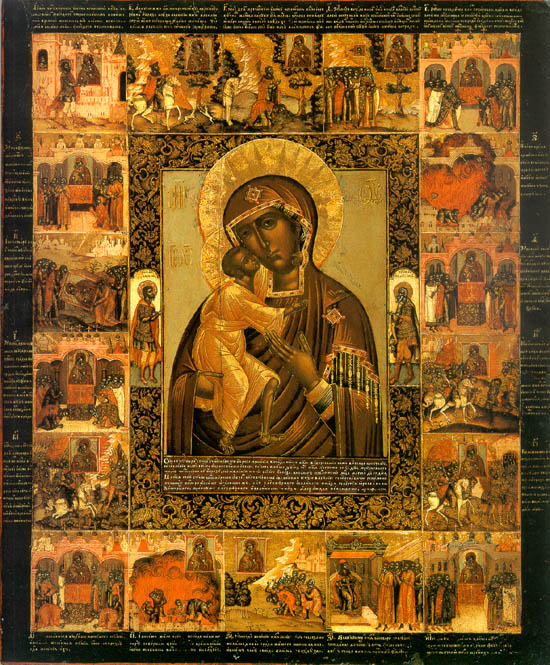
Феодоровская икона со сказанием (2-я половина XVIII века, музей-заповедник Коломенское)

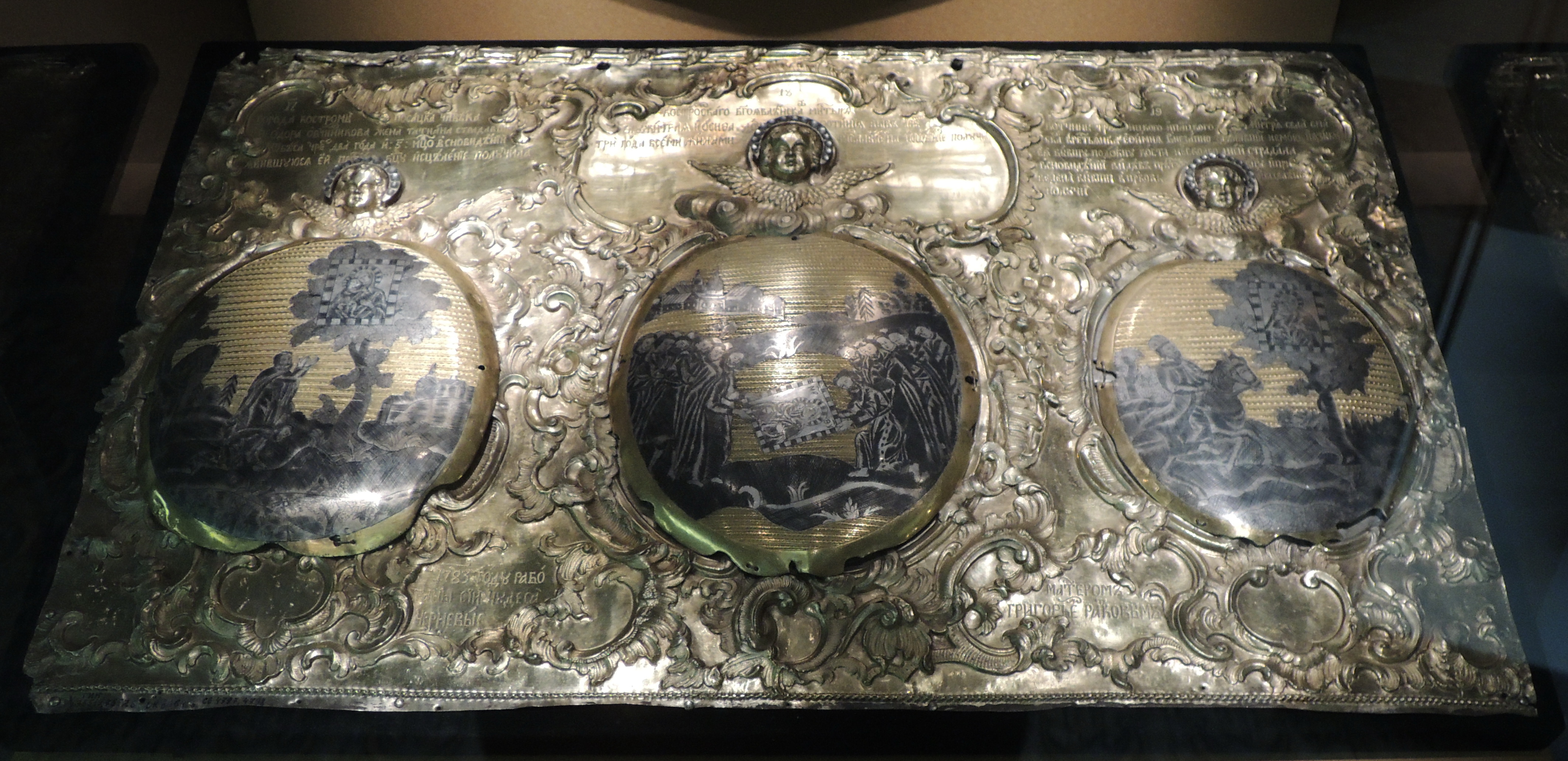
Фрагмент оклада киота чудотворной иконы «Богоматерь Феодоровская». Кострома, 1783. Мастер Г. С. Радков. ГИМ. На дробницах изображения чудес из сказаний об иконе: 1. костромской князь Василий Георгиевич Квашня в 1239 году, будучи на охоте, увидел в лесу на сосне икону; 2. князь, стоя на коленях, молится перед иконой; 3. чудотворную икону вынимают из пепла после пожара, во время которого сгорел костромской собор

Существует несколько преданий о втором обретении иконы.

#### Предание первое
Согласно Повести о явлении чудотворной иконы Феодоровской, 15 августа 1239 накануне праздника Успения Пресвятой Богородицы, жители Костромы видели на улицах города воина с иконой Божией Матери на руках. Воин пронёс икону через весь город, а на следующий день костромской князь Василий Квашня близ реки Запрудни во время охоты увидел икону Богородицы, висящую на дереве.
При участии духовенства икона была перенесена в Кострому и поставлена в соборной церкви святаго великомученика Феодора Стратилата. Позднее на месте её обретения был построен Запрудненский Спасский монастырь. В настоящее время на этом месте находится храм Спаса на Запрудне.
В явленной иконе жители Городца, пришедшие в Кострому, узнали пропавший чудотворный образ из Городца, а в воине — святого великомученика Феодора Стратилата. Впоследствии князь Василий повелел построить каменный собор во имя Успения Пресвятой Богородицы, а церковь в честь Феодора Стратилата устроить в приделе этого храма, куда была помещена икона. Поэтому икона стала именоваться Феодоровской. Событие явления иконы было столь значительным, что алтарь Успенского собора оказался обращен не на восток, а на север, — в сторону места обретения иконы.

#### Предание второе
Оно повторяет сюжет вышеизложенного, но отличается в датах и имени князя. Согласно ему, икону обрёл 16 августа 1263 года младший брат Александра Невского князь Василий Ярославич. Эта дата содержится в «Сказании о явлении и чудесах Феодоровской иконы Богоматери в Костроме», составленном в 1670 году иеродиаконом Костромского Ипатьевского монастыря Лонгином. В память об этом обретении иконы было установлено празднование иконе на 16 августа. В Cказании приводится подробный рассказ о 35 чудесных исцелениях, случившихся в первое десятилетие после поновления образа в 1636 году. Почти все описанные случаи исцелений произошли с жителями Костромы или её окрестностей.

#### Предание третье
Икону нашёл князь Юрий Всеволодович (1188—1238) в ветхой деревянной часовне близ Городца (на этом месте позднее возник Городецкий Феодоровский монастырь). После его смерти икона перешла к Ярославу Всеволодовичу (младший брат Юрия), который благословил ею брак своего сына Александра Невского с полоцкой княжной Александрой Брячиславовной. Икона постоянно находилась при святом Александре, была его моленным образом. После смерти князя Александра в 1263 году икона перешла к его младшему брату Василию (о нём же сообщает второе предание об обретении иконы), который перенёс её в Кострому.
Согласно этой версии, своё название икона получила от великого князя Ярослава Всеволодовича, носившего в святом крещении имя Феодор.
Это и другие события потом легли в основу сказания об иконе.
Так или иначе, икона была перенесена из разорённого Батыем Городца в Кострому, где была помещена в церкви великомученика Феодора Стратилата.

### Датировка иконы

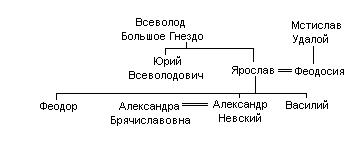
Родословное древо Александра Невского

Исследователи, основываясь на тождестве иконографии Феодоровской иконы с Владимирской, считают её списком с прославленной древней святыни и выдвигают три версии её происхождения:
- икона была написана в 1164 году по заказу Андрея Боголюбского для Городецкого монастыря[13];
- икону написали по заказу князя Ярослава Всеволодовича в 1239 году как дар к свадьбе его сына Александра Невского[14]. Свадебный характер иконы объясняют наличием на её обороте образа великомученицы Параскевы, почитавшейся на Руси покровительницей невест и свадеб, а также бывшей покровительницей Полоцкого княжеского дома, откуда происходила невеста Александра[15]. Относительно названия иконы «Феодоровская» высказывается гипотеза, что оно возникло по причине того, что Феодор Стратилат был небесным покровителем князя Ярослава и многих других князей Мстиславичей, с которыми Ярослав и его потомство были связаны через его жену Феодосию, дочь Мстислава Мстиславича Удатного[16];
- икона написана по заказу Ярослава Всеволодовича в 1218—1220 годах в связи с возвращением ему его жены Феодосии, отнятой её отцом в 1216 году в ходе противостояния, и рождением у него от неё первенца Феодора[16].

## Дальнейшая история иконы

### Признание иконы чудотворной

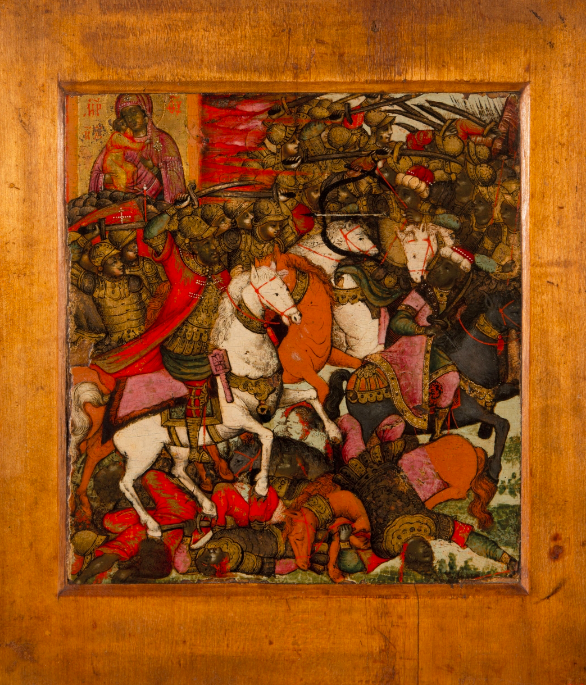
Чудо от Феодоровской иконы Богоматери в битве у Святого озера Василия Костромского (фрагмент иконы со сказанием, 1680-е годы, Кострома)

К первым чудесам иконы относят истории о её чудесном спасении в огне при пожаре (Повесть о явлении чудотворной иконы Феодоровской сообщает о двух пожарах деревянной церкви). «Сказание о явлении и чудесах Феодоровской иконы Божьей Матери», создававшееся на протяжении нескольких веков и дошедшее до нас в ряде списков, повествует о чудесном спасении Костромы от татарских войск в битве при Святом озере (1262 (?) год):

…и отидоша от града яко два поприща или вдале мало и сташа у некоего езера, и яко же бысть полки близ между собою, и оружие свое извлекоша грешницы и напрягоша лук свои еже состреляти правыя и смиренныя сердцем, малое христианское воинство, и внезапу от чудотворного образа Пресвятыя Богородицы возсняша божественныя и пресветлыя лучи, паче солнечных луч и аки огнь попаляющи и нападающа на них и пожигая татарския полки, и от того озарения и луч божественных и от паления, вси противный полки смятошася, и мнози от них ослепоша и друг друга не познаша и вниде в них страх и трепет, и оружие вниде и сердце их и луцы их сокрушишася и нападоша на них российстии полпы и побиша их многое множество, останцы же нечестивых исчезоша и погибоша за беззаконие свое, пленников же российских всех отполониша заступлением и помощию Пресвятыя Божия Матере.

Последнее чудо позже получило название «Чудо от Феодоровской иконы Богоматери в битве у Святого озера», поскольку озеро стало именоваться Святым. На месте, где во время битвы стояла икона, вначале поставили поклонный крест, а затем в конце XVII века возвели каменную Феодоровскую часовню.

### Призвание на царство Михаила Фёдоровича
В 1613 году Земский собор избрал на царство Михаила Романова, что закрепил итоговым документом — Соборной клятвой. После этого было назначено посольство из Москвы в Костромской Ипатьевский монастырь, где Михаил Фёдорович жил с матерью, инокиней Марфой. В этом посольстве, согласно позднейшим преданиям, особую роль сыграла Феодоровская икона Божией Матери, но детали того, как икона была задействована в этом событии, достаточно туманны.

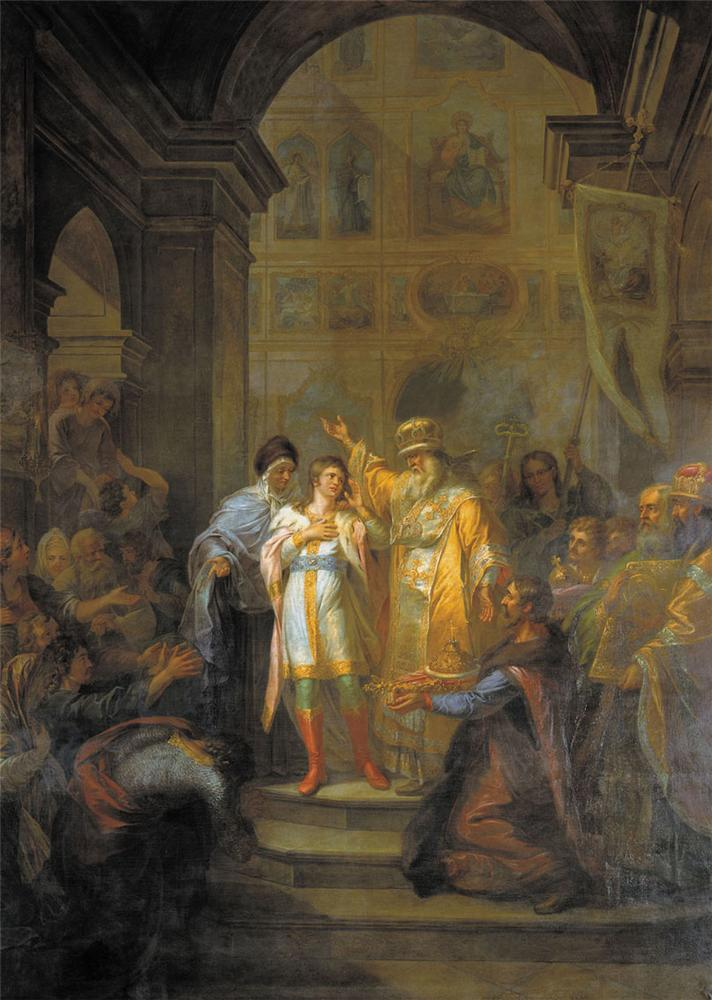
Призвание на царство Михаила Романова (Григорий Угрюмов, ок. 1800).
Слева направо: инокиня Марфа, Михаил Романов, архиепископ рязанский Феодорит

Посольство возглавляли архиепископ Рязанский Феодорит, келарь Троице-Сергиева монастыря Авраамий Палицын и боярин Фёдор Иванович Шереметев. Посольство прибыло в Кострому 23 (13) марта 1613 года и на следующий день, 24 (14) марта, было принято Михаилом Романовым и его матерью в Ипатьевском монастыре. И мать, и сын отказывались от престола, но в результате уговоров согласились. Эти события уложились в один день. По сообщению Нового летописца, посольство взяло с собой местную чудотворную Феодоровскую икону Божией Матери и многие иконы, а после согласия Михаила Федоровича возглавить страну «бысть же в тот день на Костроме радость велия, и составиша празднество чудотворной иконе пречистыя Богородицы Феодоровской». День стал днём празднования иконы, который отмечается до сих пор.
По мнению некоторых исследователей, инокиня Марфа благословила при избрании на царство своего сына Феодоровской иконой Божией Матери. В предании об иконе есть такое напутствие, приписываемое инокине Марфе:

Се, Тебе, о Богомати Пречистая Богородица, в Твои Пречистеи руце, Владычице, чадо свое предаю, и якоже хощеши, устроиши ему полезная и всему православному христианству.

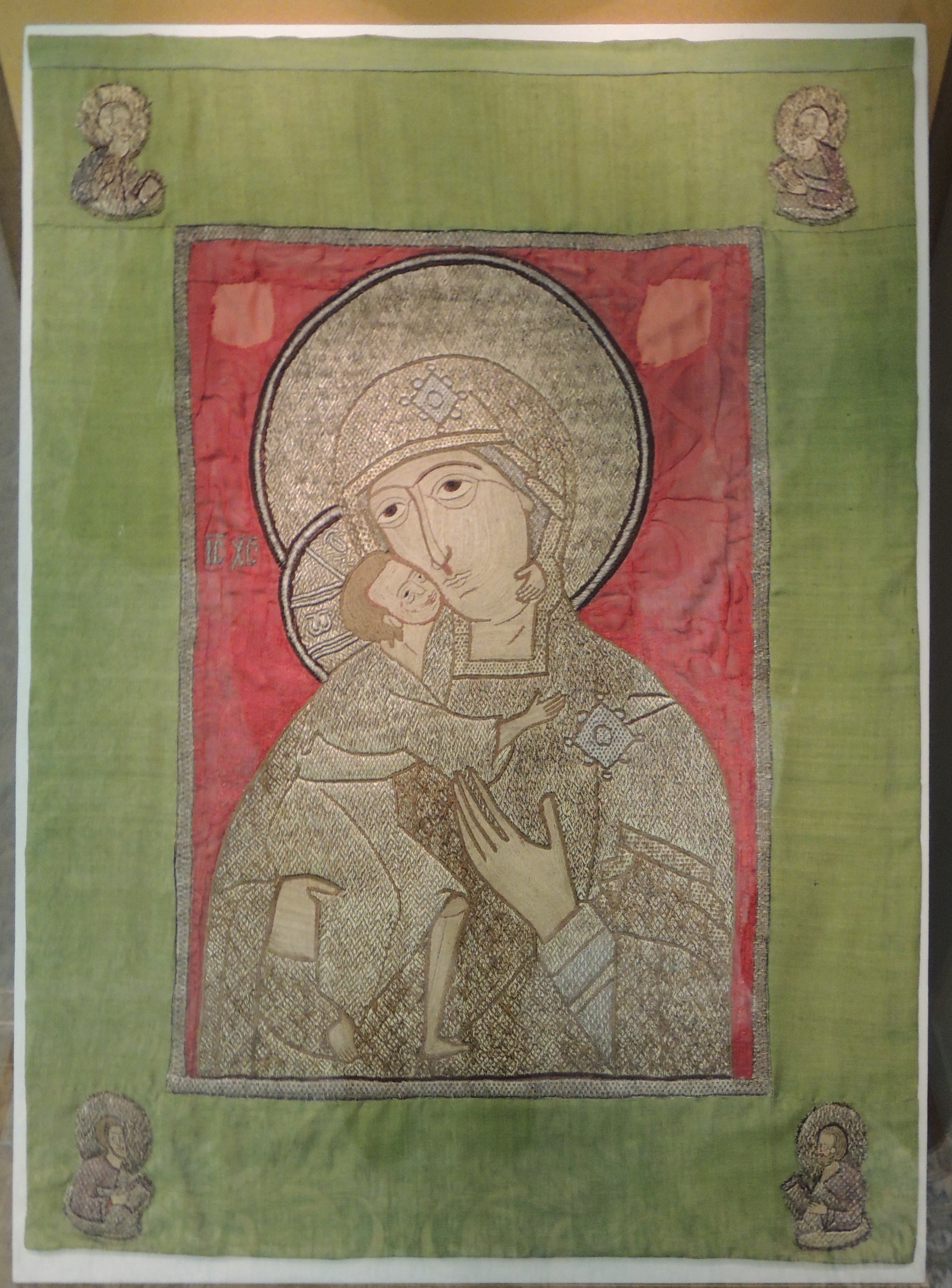
Пелена «Богоматерь Феодоровская», которая считается вкладом старицы Марфы, матери царя Михаила Федоровича, в Ипатьевский монастырь

С другой стороны, непосредственный участник событий, Авраамий Палицын, в своём «Сказании» не упоминает об этой иконе, а только икону, написанную митрополитом Петром, и икону Московских митрополитов. Он пишет, что когда инокиня Марфа и её сын Михаил долго отказывались от предложения занять царский престол, то архиепископ

…взем на руце свои чюдотворную икону образ Пресвятыя Богородица, юже написал Петр митрополит, а Троицкой келарь старец Аврамей взем образ великих чюдотворцов Петра и Алексея и Ионы, и принесошя пред государыню.

Так или иначе, но Феодоровская икона стала особо почитаемой в новом царском роду. В честь избрания на царство Михаила Федоровича было установлено празднество иконе на 24 (14) марта.
Инокиня Марфа привезла в Москву список с иконы, который был помещён в придворной церкви Рождества Богородицы «на Сенях» в Московском Кремле.
В первые годы царствования Михаил Феодорович прислал большое количество дорогих прикладов к Феодоровскому образу и сделал богатые вклады в костромской Успенский собор, где находилась чудотворная икона.
В 1636 году по указанию царя икону подновили, сняв древнюю олифу, и украсили драгоценной ризой. С ростом популярности иконы с неё начинают создавать многочисленные списки, со второй половины XVII века становятся распространёнными списки с клеймами, изображающими историю образа.
В 1745 году по указанию Святейшего Синода икону вновь подновили и украсили новой золотой ризой.
Работы продолжались с 16 августа по 15 сентября, их выполнил ярославский иерей Иоанн Андреев.

### XIX век

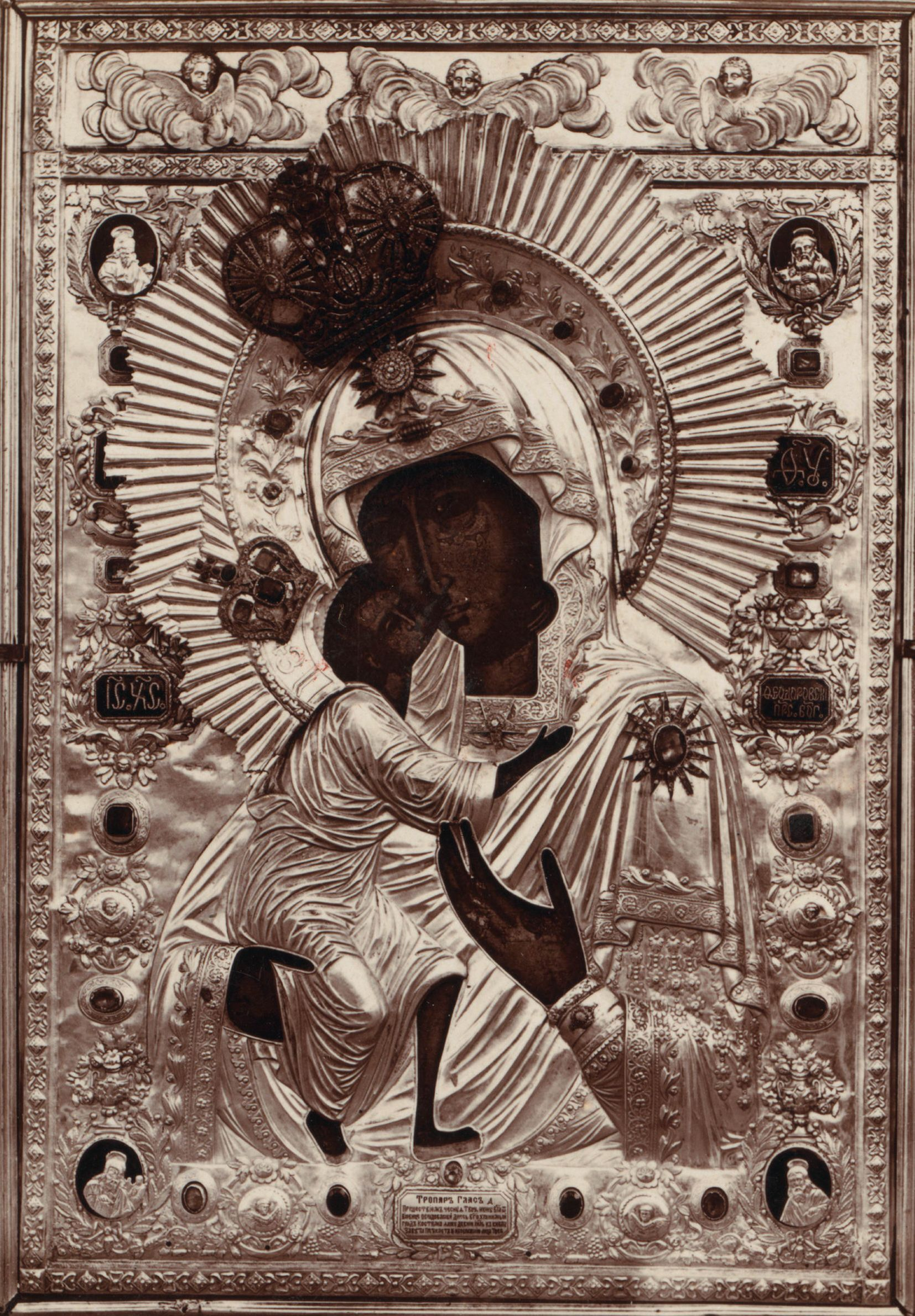
Феодоровская икона в драгоценном окладе (фотография С. М. Прокудина-Горского, 1910 год)

С конца XVIII века немецкие принцессы, выходя замуж за русских великих князей и принимая для этого православие, по традиции в честь Феодоровской иконы получали себе отчество Фёдоровна. К ним относятся Мария Фёдоровна (жена Павла I), Александра Фёдоровна (жена Николая I), Мария Фёдоровна (жена Александра III), Александра Фёдоровна (жена Николая II) и Елизавета Фёдоровна. Также внук Петра I Карл Петер Ульрих (будущий император Пётр III) при переходе из лютеранства в православие и объявлении его наследником русского престола стал именоваться Петром Фёдоровичем. Эта традиция восходит ещё к XVII веку, когда в честь той же иконы «неблагозвучное» отчество царицы Евдокии Лопухиной было поменяно с «Илларионовна» на «Фёдоровна», а при вступлении в брак царя Ивана Алексеевича с Прасковьей Салтыковой ей не только изменили отчество, но и переменили имя её отцу с Александра на Фёдора.
Икона неоднократно украшалась драгоценными окладами. В начале XIX века на средства жителей Костромы для иконы изготовили новый золотой оклад, в который поместили драгоценные камни с прежнего. В описании Успенского собора Костромы, составленном в 1820 году, об иконе сообщается:

На сем образе риза, устроенная в 1805 году чистейшего золота, соборным иждивением, а более усердием граждан, имеет весу с венцем 20 фунтов 39 золотников; она и венец украшены бриллиантами, яхонтами, изумрудами, рубинами (из коих один красный наидрагоценнейший), венисами и другими драгоценными камнями, крупным жемчугом и бурмитскими зернами… К сему образу принадлежат рясны или серьги длиной более полуаршина, с бурмитскими зернами, драгоценными камнями, золотыми плашкам, кольцами и колодками…

В середине XIX века в тексте Сказания Авраамия Палицына была сделана правка (полагая, что автор ошибся). Теперь инокиня Марфа, вверяя своего сына Пресвятой Богородице, обращается не к Петровскому, а к Феодоровскому образу. Эта версия стала широко использоваться в церковной дореволюционной литературе. При этом достоверным фактом является лишь наличие Феодоровской иконы в Троицком соборе Ипатьевского монастыря в Костроме 24 (14) марта 1613 года и прославление этой иконы династией Романовых.
В 1891 году для иконы изготовили золотую ризу весом около 10 кг. Она украшала икону до 1922 года, когда риза была реквизирована в рамках кампании по изъятию церковных ценностей.

### XX век

#### Местопребывания иконы и её почитание
После Октябрьской революции икона не попала в музейные фонды, а продолжала находиться в Успенском соборе в Костроме. В 1922 году Успенский собор и Феодоровская икона перешли к обновленцам. В 1934 году Успенский собор был разрушен, и образ перенесли в храм Святого Иоанна Богослова на Каткиной горе, также принадлежавший обновленцам.
В 1944 году деятельность обновленцев в Костроме была прекращена, и икона была перенесена в храм святителя Иоанна Златоуста, являвшийся кафедральным собором Костромской епархии Русской православной церкви. В 1947 году на икону надели простую медно-позолоченную ризу с одного из списков. В 1948 году патриарх Алексий I посетил Кострому и пожелал украсить икону новой драгоценной ризой, отвечающей её статусу почитаемой святыни. Сбор средств занял несколько лет, и весной 1955 года московские мастера изготовили для иконы серебряно-позолоченную ризу.
С апреля 1964 года икона стала пребывать в церкви Воскресения на Дебре, куда перенесли архиерейскую кафедру.
С 1990 года была возобновлена традиция в день празднования иконе 16 (29) августа совершать крестный ход с ней на место её явления. 18 августа 1991 года Феодоровскую икону перенесли в возвращённый Русской православной церкви Богоявленский собор Богоявленско-Анастасииного монастыря, ставший кафедральным собором Костромской епархии.
В церковной жизни советского времени икона занимала скромное место областной, местночтимой святыни. В 1990-е годы в некоторых изданиях, посвященных почитаемым чудотворным иконам России, Феодоровский образ не включали в этот ряд. Однако 27 марта 2000 года, в день празднования иконе, стало известно имя нового президента России — В. В. Путина. В связи с этим икона стала именоваться «Покровительницей высшей государственной власти России». В августе 2000 года архимандрит Иоанн (Крестьянкин) подарил Путину список Феодоровской иконы Божией Матери.

#### Реставрации иконы и её потемнение

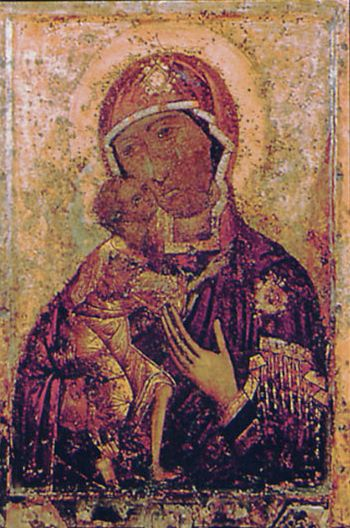
Икона без оклада

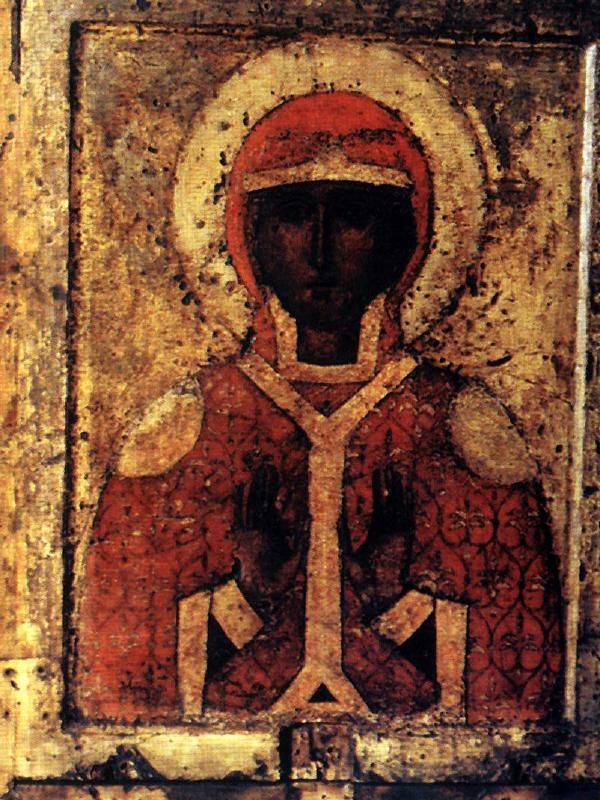
Святая Параскева, почитавшаяся как покровительница свадеб (изображение на обороте Феодоровской иконы)

В 1919 году в Костроме икону, в целях раскрытия оригинального красочного слоя, исследовала комиссия музейного отдела Наркомпроса под руководством И. Э. Грабаря. Исследования показали, что:
- «Федоровская икона утрачена настолько с лицевой стороны, что не даёт исследователю ничего, кроме разрозненных и небольших фрагментов. Об утрате этого памятника приходится жалеть особенно потому, что обратная сторона иконы с изображением мученицы Параскевы, сохранившаяся вполне удовлетворительно, подтверждает эпоху её происхождения, относимую преданием ко второй четверти XIII в.» (А. И. Анисимов, 1928 год)[37].
- «К сожалению, головы [Богоматери и младенца], так же как и голова написанной на обратной стороне Параскевы, лежат на новом левкасе, конца XVIII века. Лучше всего сохранилась одежда Параскевы» (И. Э. Грабарь, 1926 год)[37].
- «От живописи на лицевой стороне иконы „Богоматери Федоровской“ сохранились лишь небольшие фрагменты. В лучшей сохранности до наших дней дошло изображение Параскевы. От живописи XIII века на изображении Параскевы сохранились только одежды, небольшие куски первоначального белого нимба и серебряного фона. На лике и руках при реставрации 1919—1920 гг. оставили слои живописи XVII—XVIII веков, сохранили и на одеждах» (С. И. Масленицын, 1977 год)[37].

С 3 по 14 декабря 1919 года проводилась реставрация образа в Костроме. Икона была раскрыта от позднейших записей. Многочисленные утраты первоначальной живописи не позволили полностью устранить записи XVII века.
В первой четверти XX века икона стала темнеть. Согласно историку А. В. Федорову, это произошло после 1922 года, когда икона перешла к обновленцам. Вскоре образ стал практически неузнаваемым.
В 1928 году обновленческий архиепископ обратился в Москву в Центральные государственные реставрационные мастерские с просьбой о реставрации образа. Работы выполнил В. О. Кириков. Однако И. Э. Грабарь был неудовлетворён реставрацией и решил раскрыть лики Феодоровского образа, возможно, надеясь обнаружить под записями нетронутую древнюю живопись. В феврале 1929 года в результате его действий были уничтожены все следы предыдущих реставраций, что привело к катастрофическим последствиям для древних ликов. В итоге, на открывшиеся небольшие фрагменты древних ликов был нанесен кистевой рисунок, скрывающий причиненные утраты. Кроме того, перед отправкой иконы в Кострому, рисунок оказался покрыт старой темной олифой. Таким способом был скрыт факт произошедшего.
Многочисленные церковные издания конца XX — начала XXI века утверждали, что икона потемнела в период с 1914 по 1918 год и связывали это событие с первыми признаками крушения монархии в Российской империи и последующим расстрелом царской семьи. Ошибочность такой датировки в 2012 году историк А. В. Федоров объяснял следующим образом:
- Вплоть до 1921 года икону продолжали выносить на крестные ходы, однако её потемнение нигде не было отмечено. В 1922 году не состоялся традиционный крестный ход с иконой[41].
- После 1922 года икона находилась у обновленцев и им невыгодно было признать, что потемнение образа произошло в их церкви. Поэтому они сместили датировку этого события на более ранний период, когда икона им не принадлежала[42].
- Отмеченная А. И. Анисимов в 1928 году утрата живописного слоя иконы объясняется тем, что он не желал, чтобы И. Э. Грабарь, бывший непримиримым оппонентом Анисимова, реставрировал образ. При описании иконы в 1920 году Анисимов оценивал потери в живописи более мягко[43].
- Описание иконы, сделанное С. И. Масленицыным в 1977 году, относится к реставрации 1929 года, а не 1919 году. Маслиницын был сторонником Грабаря, поэтому хотел скрыть неудачную реставрацию, сделанную Грабарём. Благодаря Масленицыну, датировка помрачения образа была перенесена на десятилетие назад[44].

В 1964 году была проведена реставрация иконы в Всероссийском художественном научно-реставрационном центре имени И. Э. Грабаря. Рисунок 1929 года был существенно улучшен, однако «помрачение» ликов осталось.
В 1994 году в Костроме была предпринята попытка «освежить» лики. Лики иконы вновь изменились: они заметно высветлились и стали более читаемыми. Многие костромичи отказались признать в ней свою святыню и обратились с жалобой к светским и духовным властям на подмену иконы. По настоящее время проблема восстановления ликов Феодоровской иконы остается нерешенной.

### XXI век
До 2023 года Феодоровская икона находилась в костромском Богоявленско-Анастасиином монастыре и хранилась в отдельном золоченом киоте, справа от Царских врат. В мае и октябре 2001 года она вывозилась на форумы православной молодежи в Москву и Екатеринбург в качестве «покровительницы юношества», что связано с юным возрастом Михаила Федоровича при его призвании. Также в почитании образа стала особо выделяться тема «материнства и детства», также связанная с событиями марта 1613 года. Феодоровская икона стала почитаться как покровительница невест, будущих мам, семейного благополучия, рождения детей у бездетных пар.
В 2003 году на собранные Костромской епархией пожертвования была изготовлена точная копия утраченной золотой ризы, созданной в 1891 году. Благословение на изготовление новой ризы дал патриарх Алексий II.
5 ноября 2023 года по благословению патриарха Кирилла Феодоровская икона была перенесена в воссозданный Богоявленский собор Костромского кремля.

## Иконография

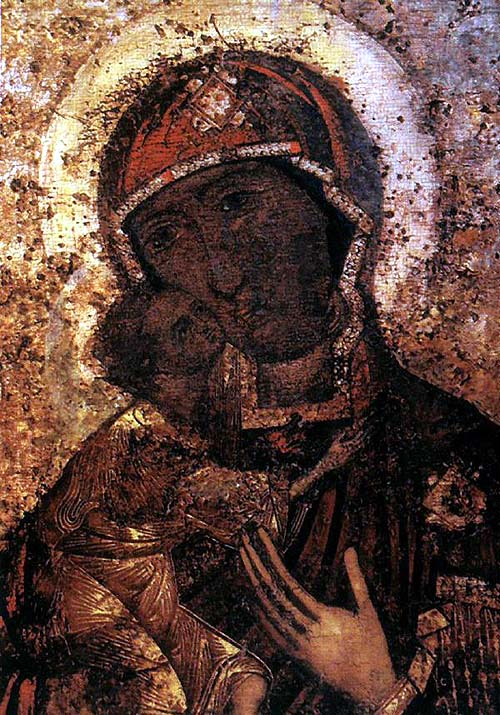
Фрагмент первообраза

Феодоровская икона относится к иконографическому типу Елеуса (Умиление). Её общая иконография очень близка к Владимирской иконе Божией Матери. По этой причине многие исследователи считают её списком-репликой. Отличием Феодоровской иконы от Владимирской является обнажённая до колена левая ножка Младенца Христа. По древнему описанию при перенесении иконы в Кострому она имела следующий вид:

…написана масляными красками «на сухе древе». Доска в длину 1 аршин 2 вершка, в ширину 12 вершков. Богородица изображена несколько склонившею главу на правое плече. Правой рукой поддерживается Богомладенец, обнимающий Богоматерь. Правая нога Богомладенца покрыта ризою, левая же по колено неприкрыта. На оборотной стороне написана святая великомученица Параскева, называемая Пятница… Нижняя часть иконы заканчивается рукоятью в 1½ аршина длины.

Феодоровскую икону причисляют также к иконописному изводу «Гликофилуса» — «шагающие ножки» из-за положения ног Богомладенца. Предполагают, что и на Владимирской иконе положение ног Иисуса изначально было таким же.
Общая сохранность иконы в настоящее время низкая, она неоднократно поновлялась, и оригинальная живопись ликов Богородицы и Иисуса Христа заметно потёрта.
На обороте иконы помещено поясное изображение великомученицы Параскевы. Святая изображена в красных одеждах, украшенных золотым растительным орнаментом, который, по мнению Игоря Грабаря, представляет «определённый отзвук стародавних византийско-суздальских узорных тканей». Её руки воздеты в молении на уровне груди.

## Богослужебное почитание

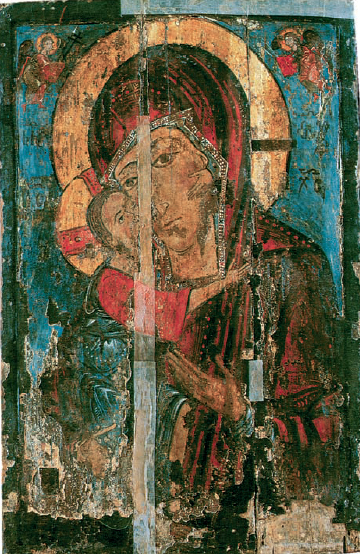
Древнейшая вариация на тему Феодоровской — Богоматерь Страстная из Дмитриевского монастыря в Кашине (XIII век)

Празднование в память чудесного обретения иконы известно с XIII века и носило местный характер. После вступления на московский престол Михаила Фёдоровича появляется новое празднование иконе, связанное с событиями его наречения в Ипатьевском монастыре (при этом местное празднование в честь её обретения становится общецерковным). Изначально оно не имело определённой даты. Различные чиновники указывают празднование то «во вторую или в третию или в четвертую неделю святаго поста», то в «неделю вторую или в ин день великаго поста». Под 14 марта в церковном календаре этот праздник закрепляется начиная с 1620 года, что связывают с возвращением из плена патриарха Филарета, царского отца. Этот новый праздник сразу же становится весьма торжественным и приобретает особое значение в царской семье.
Чиновники (типиконы) Успенского собора на этот день указывают: «В 14 день пети пречистой Богородицы Федоровской с Венедиктом для наречения государева…». При первых Романовых (царях Михаиле Фёдоровича и Алексее Михайловиче) дата празднования, приходящаяся на дни Великого поста, соблюдалась чётко и переносилась на другие дни лишь в исключительных случаях (например, совпадение с Лазаревой субботой или погребением кого-либо из царского рода). Во второй половине XVII века дата перестаёт чётко соблюдаться, праздник начинают переносить на следующий воскресный день, что уже уменьшало его статус.
Празднование иконе при царях Михаиле Фёдоровиче и Алексее Михайловиче отличалось нетипичной для великопостных богослужений пышностью. «Указ о звоне и о чине в пост великий и в пятидесятницу до недели всех святых» указывает:

Марта в 13 день праздноват пречистой Богородицы Феодоровские, часы и вечерню пет по Предотечевой главе, а в 14-м числе заутреню пет с величанием по Предотечевой главе, а литоргия по Предотечевой же Прежесвященная, а где храм пречистой Богородицы Феодоровской и тут петь в 13 числе и в 14 день совсем, а литоргия служит Златоустова; а на полиелеи песнь всяку духовную, а служба Преждесвященная окроме храма.

Это указание приравнивает праздник Феодоровской иконы в Успенском соборе к празднику Благовещения, так как на него Великим постом положено совершать литургию Иоанна Златоуста в любой день, на который он придётся. В прочие будние дни из-за строгости поста литургия либо вообще не совершается, либо в среду и пятницу положена Преждеосвященная. В дворцовой церкви накануне праздника совершалось всенощное бдение, которое возглавлял сам патриарх. На сам праздник «Устав» содержит указание облачаться в белые ризы, что в Великий пост опять же делается лишь на Благовещение.

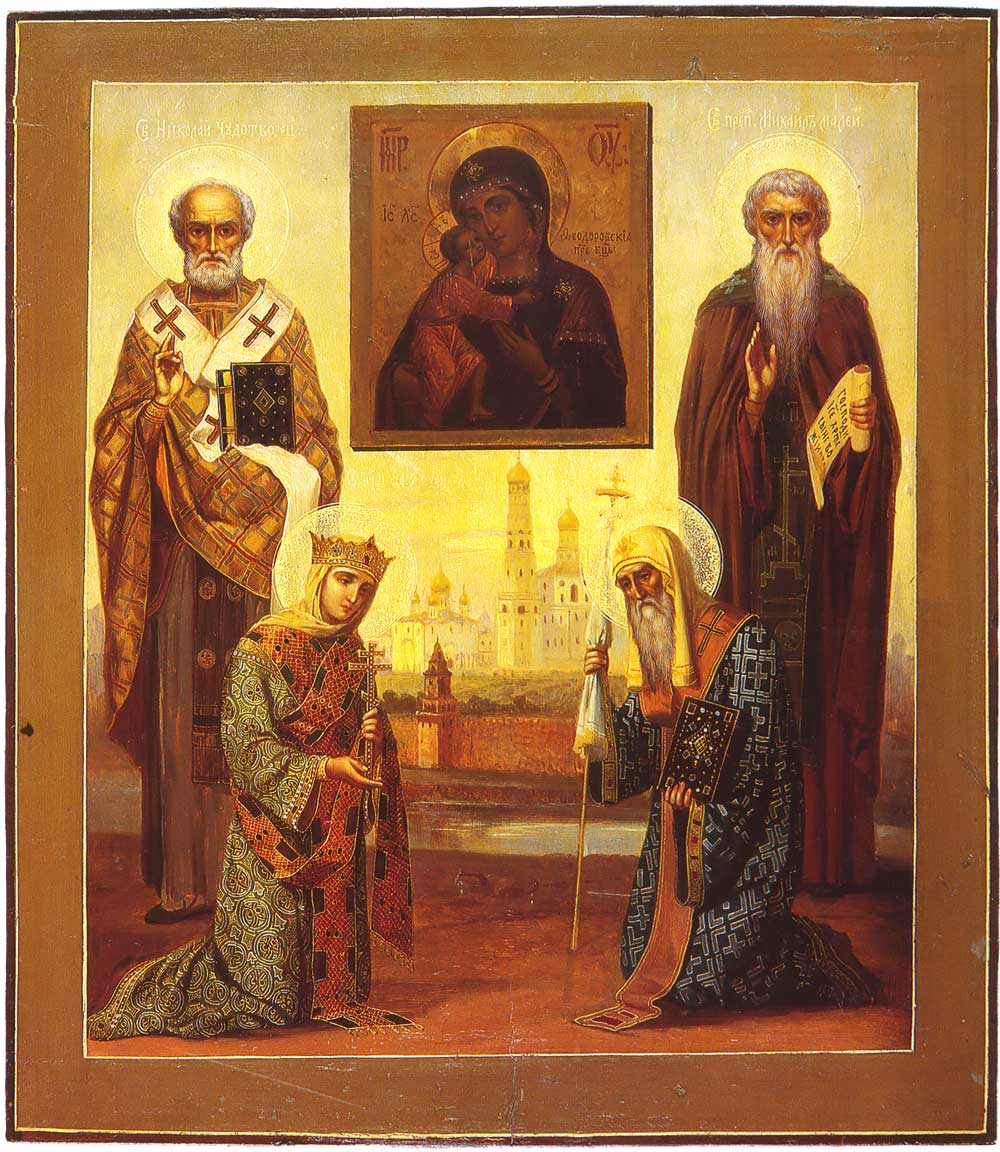
Феодоровская икона с тезоименитыми императорскому дому святыми Николаем Чудотворцем, царицей Александрой, митрополитом Алексием и Михаилом Малеином

При патриархе Филарете (царе Михаиле Фёдоровиче) в день праздника царь устраивал после богослужения праздничный приём, на котором одаривал своего отца-патриарха, что совершалось только на двунадесятые праздники. Эта традиция прекратилась в 1668 году, но патриаршие богослужения в этот день совершались в дворцовой церкви («Празднуют пречистой Богородице Федоровской у Рождества на сенях») вплоть до ликвидации патриаршества Петром I. Укоренившаяся при приемниках царя Алексея Михайловича традиция переносить празднование иконе на ближайшее воскресение лишило его всех этих нехарактерных для Великого поста богослужебных особенностей.
В современном богослужебном уставе Русской Православной Церкви празднование Феодоровской иконе не имеет какого-либо особого статуса (не отмечена в Типиконе) и совершается 14 (27) марта (по великопостному уставу), а также 16 (29) августа.
С 2001 года появилась традиция принесения первообраза иконы из Костромы в другие города России. В 2008 году возобновлена традиция крестных ходов со чтимым списком Феодоровской иконы, хранящимся в Городецком Феодоровском монастыре.

Днесь светло красуется преименитый град Кострома и вся Русская страна, созывающи к веселию вся боголюбивыя народы христианския, на преславное торжество Божия Матере, пришествия ради чудотворнаго Ея и многоцелебнаго образа, днесь бо явися нам пресветлое великое солнце, приидите, вси Богоизбраннии людие, новый Израиль, ко источнику цельбоносному, источает бо нам неоскудныя милости Пресвятая Богородица и избавляет вся грады и страны христианския невредимы от всех навет вражиих. Но, о Всемилостивая Госпоже, Дево Богородице, Владычице,
спаси страну нашу, и архиереи, и вся люди Твоего достояния от всех бед по велицей Твоей милости, да зовем Ти: радуйся, Дево, Христианом похвало.
— Тропарь иконе Божией Матери Феодоровская

## Храмы, освящённые в честь иконы

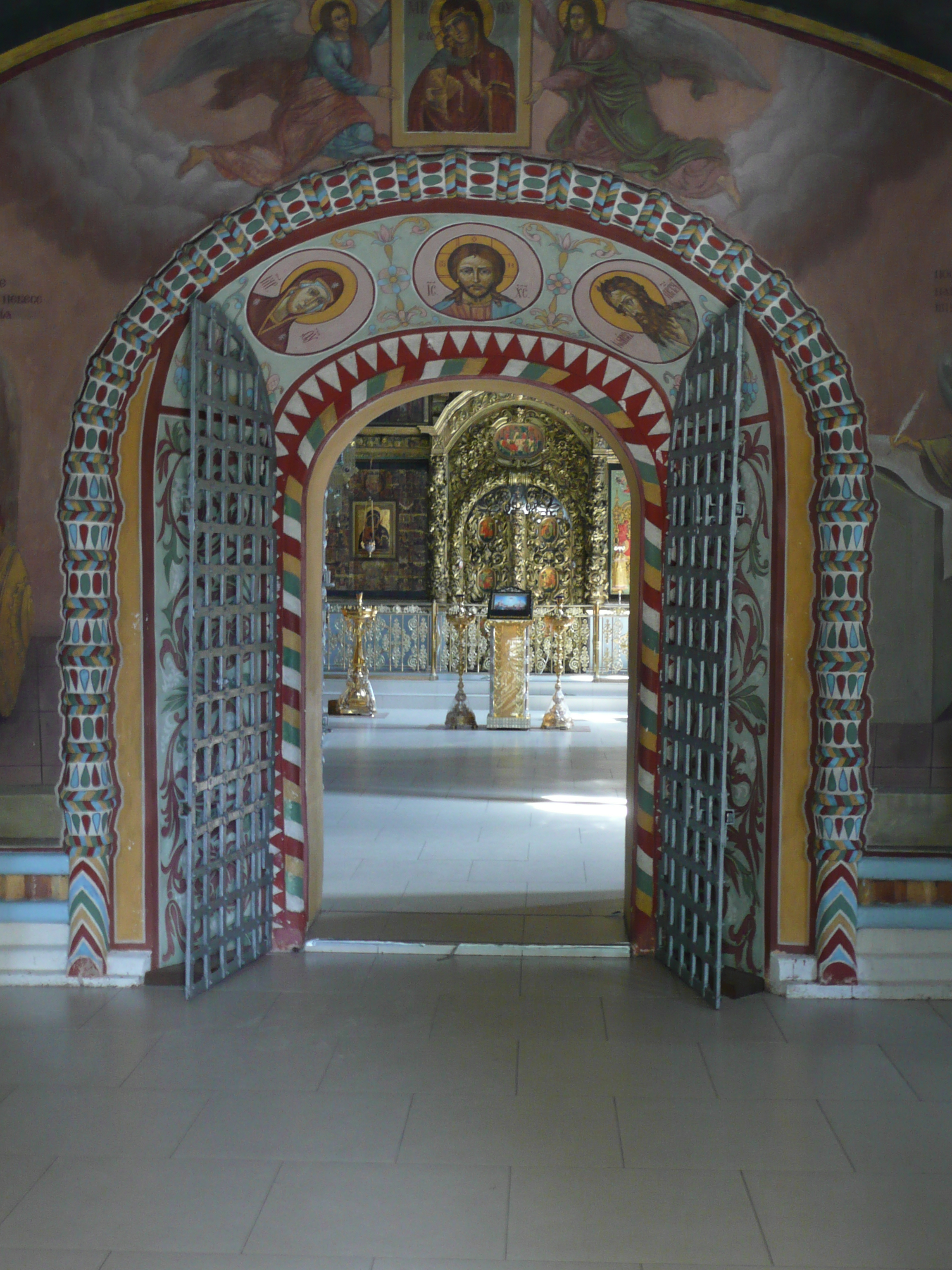
Феодоровский собор Ярославля

По состоянию на 2022 год в России честь Феодоровской иконы Божией Матери названы и являются действующими 26 храмов, 28 не главных приделов и 6 часовен. Среди них:
- Феодоровский Государев собор в Царском Селе — полковой храм Сводного пехотного полка и Собственного его императорского величества конвоя, считался также «приходом семьи императора».
- Феодоровский собор Санкт-Петербурга — построен к 300-летию династии Романовых, в 1920-е годы в народе носил название «Романовская церковь».
- Фёдоровская церковь в Ярославле — построена прихожанами в 1680-е годы, в советское время — кафедральный собор Ростовско-Ярославской епархии.
- Престол Вознесенского собора Оршина монастыря, в котором хранился чтимый чудотворный список иконы (в настоящее время находится в собрании Тверской картинной галереи)[59].
- Часовня в честь Феодоровской иконы на Александровском подворье Императорского Православного Палестинского общества в Иерусалиме. Освящена в 2008 году[60].
- Феодоровский собор в Феодоровском монастыре Городца.

См. также Категория:Храмы Феодоровской иконы Божией Матери

## Списки
Почитаемые списки Феодоровской иконы находятся в следующих храмах Русской православной церкви:
- Храм Святителя Николая в Клённиках в Москве. Икона написана в XIX веке.
- Феодоровский Государев собор в Царском Селе. Икона написана в XIX веке.

Также списки иконы находятся в следующих музеях:
- Московский Кремль,
- Государственный исторический музей в Москве,
- Государственная Третьяковская галерея в Москве,
- Государственный Эрмитаж в Санкт-Петербурге,
- музей-заповедник Коломенское,
- художественный музей в Ярославле,
- краеведческий музей Городца и другие музеи и частные собрания[61].